# Lingua kölsch
Il coloniese, meglio noto come kölsch, è un insieme di forme dialettali della lingua ripuaria, lingua appartenente al gruppo del tedesco centrale.
Il kölsch è parlato essenzialmente a Colonia, parzialmente nei territori limitrofi e nell'ovest della Germania. Attualmente è parlato con regolarità da circa 250.000 persone, circa un quarto della popolazione della città.
È strettamente imparentato con i dialetti del mosellano (moselfränkisch) e presenta numerosi prestiti da questi ultimi. Si evidenzia un certo grado di parentela anche con la lingua limburghese, sebbene sia caratterizzato da una propria intonazione.
Comparato ad altri dialetti della Germania, il kölsch è insolitamente ben documentato attraverso il lavoro della Akademie för uns Kölsche Sproch, le cui pubblicazioni includono dizionari e testi di grammatica in kölsch.